# 冷却コイル
冷却コイル（れいきゃくコイル、英語: cooling coil）とは、管内を流れる低温の水やブラインまたは冷媒によって、管の外側の流体を冷却する熱交換器の熱交換部のこと。
本来、管が螺旋状（コイル状）に巻かれているものを指す用語だが、これに限らず様々な熱交換部を指して用いられる。